# Strzeliński
Strzeliński là một huyện thuộc tỉnh Dolnośląskie của Ba Lan. Huyện có diện tích 622 km². Đến ngày 1 tháng 1 năm 2011, dân số của huyện là 43861 người và mật độ 71 người/km².